# Invalides (métro de Paris)
Ne doit pas être confondu avec Gare des Invalides.
Pour les articles homonymes, voir Invalides.
Invalides est une station des lignes 8 et 13 du métro de Paris, située dans le 7e arrondissement de Paris.

## Histoire

### Mises en service et remaniements
La station est ouverte le 24 décembre 1913. Elle est desservie par la ligne 8 effectuant le trajet entre Opéra et Porte d'Auteuil, le tronçon entre Beaugrenelle (actuelle Charles Michels) et Opéra étant ouvert quelques mois plus tôt, le 13 juillet 1913. La ligne sera prolongée d'Opéra à Richelieu - Drouot le 30 juin 1928 puis jusqu'à Porte de Charenton le 5 mai 1931. La station est alors constituée d'une station classique avec deux quais encadrant les deux voies au centre mais également de deux demi-stations comprenant chacune un quai et une voie en impasse, embranchées sur les voies de la ligne 8 en direction du nord. À l'origine de l'exploitation du métro, le projet présenté par Fulgence Bienvenüe prévoyait l'exploitation d'une ceinture intérieure, dont les trains emprunteraient les voies de la ligne 8 entre Invalides et Opéra. Ce principe entraîne la construction de plusieurs raccordements sous l'esplanade des Invalides comprenant ces deux demi-stations. Toutefois, l'idée d'exploiter une ligne circulaire est finalement abandonnée en 1922, juste après la fin des travaux et les deux demi-stations réalisées n'accueillent aucun voyageur.

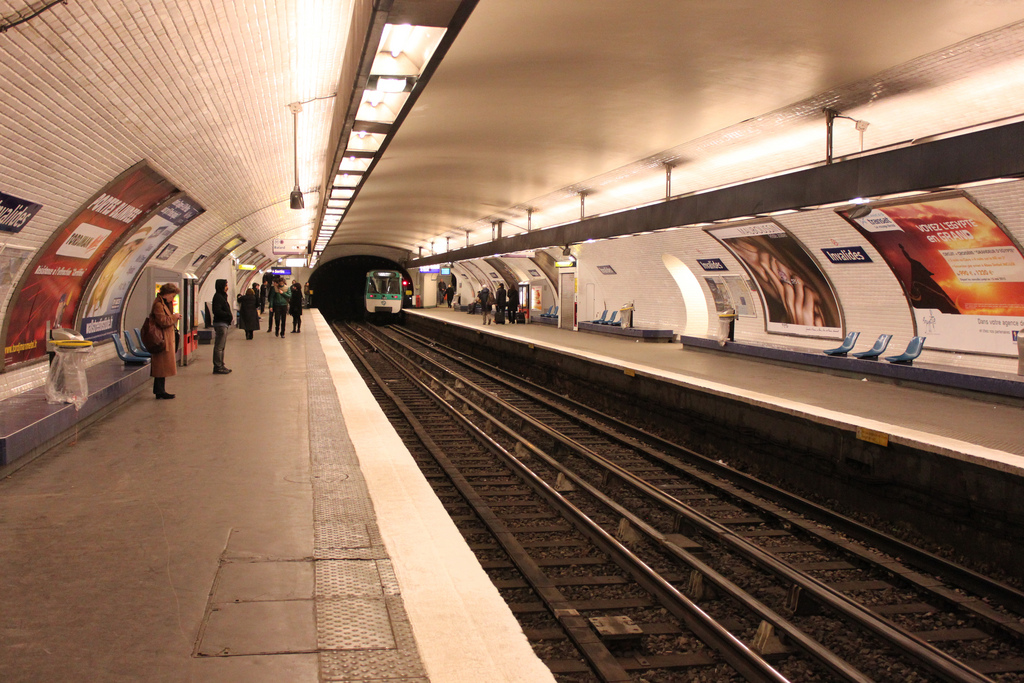
Quais de la ligne 8.

La station de la ligne 10 (actuelle ligne 13) est ouverte le 30 décembre 1923,. Terminus occidental de la ligne 10, les rames effectuent le trajet Invalides - Croix-Rouge,. Le 10 mars 1925, la ligne est prolongée de Croix-Rouge à Mabillon, le 14 février 1926 jusqu'à Odéon et le 15 février 1930 jusqu'à Place d'Italie. Le 26 avril 1931, la ligne 10 est redirigée de Place d'Italie vers Jussieu.
Un important remaniement affectant les lignes 8, 10 et 14 de l'époque est réalisé la nuit du 26 au 27 juillet 1937 : le tronçon Invalides - Duroc de la ligne 10 est repris par la ligne 14 (actuelle ligne 13) qui effectue alors le trajet Invalides - Porte de Vanves,. La ligne 8 est redirigée de Porte d'Auteuil vers Balard. Elle sera par la suite prolongée plusieurs fois au-delà de Porte de Charenton pour atteindre Créteil - Pointe du Lac en 2011.
Le dernier changement important concernant la station est la fusion des lignes 13 et 14 pour ne former plus qu'une seule ligne 13 le 9 novembre 1976 grâce à la construction d'un tunnel sous la Seine : désormais, Invalides n'est plus un terminus, mais permet d'aller au nord de Paris et de sa banlieue jusqu'à Porte de Clichy ou Saint-Denis Basilique (actuelle Basilique de Saint-Denis). Le même jour, la ligne 14, devenue ligne 13, est prolongée de Porte de Vanves à Châtillon - Montrouge. Ce remaniement sera l'occasion de transformer les voies et quais d'une station de terminus en station de passage en utilisant la demi-station ouest initialement prévue pour la ligne 8 et jamais utilisée en recevant les rames à destination du nord de la nouvelle ligne 13,. En revanche, la demi-station n'est pas concernée par les travaux et reste fermée au public et le tunnel du raccordement vers Varenne étant supprimé, elle devient une demi-station en cul-de-sac,. Ce sera le dernier remaniement important de la station. Par la suite, la ligne 13 sera prolongée au nord, sur les deux branches, jusqu'à la station Les Courtilles sur l'une, et Saint-Denis - Université sur l'autre.
La demi-station est amputée de plus de la moitié de sa longueur depuis la fin du XXe siècle : un mur la séparant de bureaux de la sécurité de la RATP. L'espace subsistant a accueilli un temps l'Espace Invalides, loué à des entreprises pour des cocktails ou des soirées. Elle abrite durant les années 2010 deux voitures d'une rame Sprague-Thomson, parfois présentée au public lors de certaines journées européennes du patrimoine.[réf. nécessaire]

### Origine du nom
La station est proche de l'hôtel des Invalides duquel elle tire son nom : elle se trouve exactement sous l'esplanade des Invalides, au niveau de la rue de l'Université. Au nord de l'entrée de la station se trouvent la gare des Invalides, sur la ligne C du RER avec qui elle assure des correspondances, et l'aérogare d'Air France. Elle fut le site d'expérimentation du TRAX (trottoir roulant accéléré).

### Fréquentation
En 2019, 6 540 934 voyageurs sont entrés à cette station ce qui la place à la 47e position des stations de métro pour sa fréquentation.
En 2020, avec la crise du Covid-19, 2 678 838 voyageurs sont entrés dans cette station ce qui la place à la 66e position des stations de métro pour sa fréquentation.
En 2021, la fréquentation remonte progressivement, avec 3 482 080 voyageurs qui sont entrés dans cette station ce qui la place à la 79e position des stations de métro pour sa fréquentation.

## Services aux voyageurs

### Accès

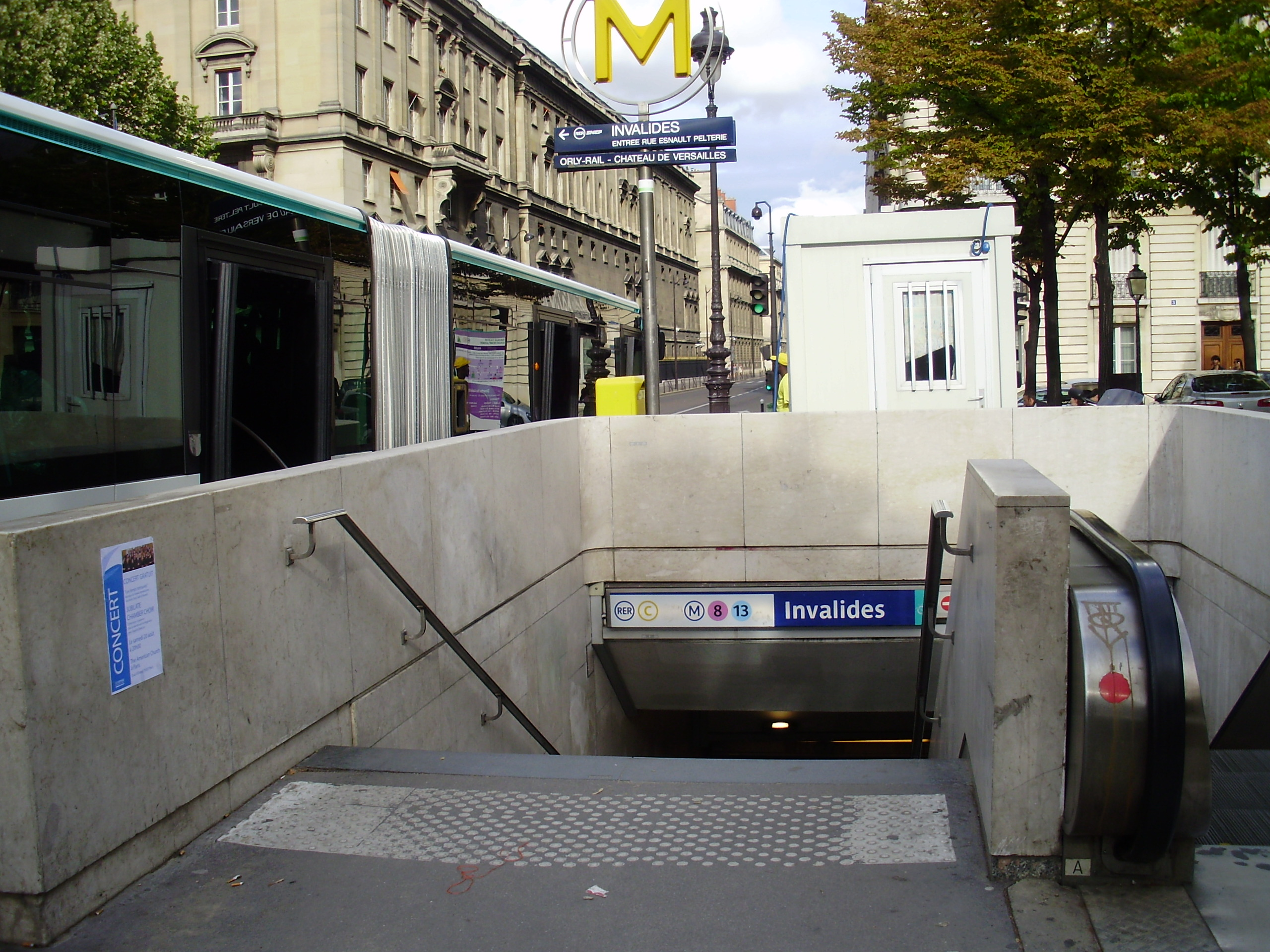
Entrée de la station avec un bus de la ligne Castor en attente de départ vers la gare de Paris-Austerlitz.

La station dispose d'un unique accès donnant sur la partie est de l'esplanade des Invalides près du croisement de la rue de Constantine et la rue de l'Université.

### Quais
La station de la ligne 8 est de configuration standard : elle possède deux quais séparés par les voies du métro et la voûte est elliptique. Sur la ligne 13, la disposition des quais se présente sous forme de deux demi-stations : en direction de Châtillon - Montrouge, un quai central est encadré par deux voies dont l'une sert de garage de façon exceptionnelle ; en direction d’Asnières - Gennevilliers ou Saint-Denis, un unique quai est desservi par une voie. Ces deux demi-stations sont décorées en style « Andreu-Motte ». La ligne 8 se situe le plus à l'est, parallèlement et légèrement plus bas que la ligne 13. Les raccordements et voies de garage en boucle se situent à l'ouest de celle-ci.
Une partie du quai en direction de Balard n'est pas accessible au public (« quai mort »). Cette demi-station demeurée fermée depuis sa construction entre 1913 et 1922 est le vestige d'une ligne circulaire jamais construite.

### Intermodalité
La station est desservie par les lignes 28, 63, 69, 83, 93 et 87 du réseau de bus RATP auxquelles s'ajoutent la ligne à vocation touristique Tootbus Paris. En outre, la nuit, elle est desservie par les lignes N01 et N02 du réseau de bus Noctilien.

## À proximité
- Hôtel des Invalides
- Palais Bourbon